# 天主教萬蓋教區
天主教萬蓋教區 （拉丁語：Dioecesis Huangensis）是津巴布韋一個羅馬天主教教區，屬布拉瓦約總教區。

## 歷史
1953年6月29日設宗座監牧區，1955年1月1日升為教區。1988年4月8日易名，1994年6月10日歸布拉瓦約總教區至今。

## 現況
教區位於北馬塔貝萊蘭省北部，2006年有教友41,118人（佔轄區總人口12.0%）、廿四個堂區、三十一名司鐸。現任教區主教為若瑟‧阿爾韋托‧塞拉諾‧安東。